# 国際連合安全保障理事会決議982
国際連合安全保障理事会決議982（こくさいれんごうあんぜんほしょうりじかいけつぎ982 英: United Nations Security Council Resolution 982）は、1995年3月31日に旧ユーゴスラビアの状況に関するすべての決議。国連保護軍(UNPROFOR)に関する国際連合安全保障理事会決議947 (1994年)を再確認した後、1995年11月30日に終了する追加期間と、クロアチアでの作戦について話し合った。
ボスニア・ヘルツェゴビナ政府はコンタクト・グループの和平計画を受け入れており、国内の当事者は停戦協定を順守していた。ボスニア・ヘルツェゴビナの首都として、また多文化、多民族、宗教の中心地としてのサラエボ市の重要性が再確認され、市の非武装化に関する合意は良好な効果をもたらすことが強調された。
UNPROFORの任期は1995年11月30日まで延長され、第六代国際連合事務総長ブトロス・ブトロス＝ガーリは、 UNPROFORのすべての人員と資産をクロアチアからボスニア・ヘルツェゴビナに再配置する権限を与えられた。UNPROFORは、関連する合意の実施を継続し、クロアチア経由でボスニア・ヘルツェゴビナへの人道援助の提供を促進し、同国での支援体制を維持し、その間、両国の当事者は停戦を遵守し、平和的解決を交渉するよう促された。
最後に、決議は事務総長に対し、この地域の進展について安全保障理事会に情報を提供し続けるよう要請することで締めくくられた。